# Mansoa alliacea

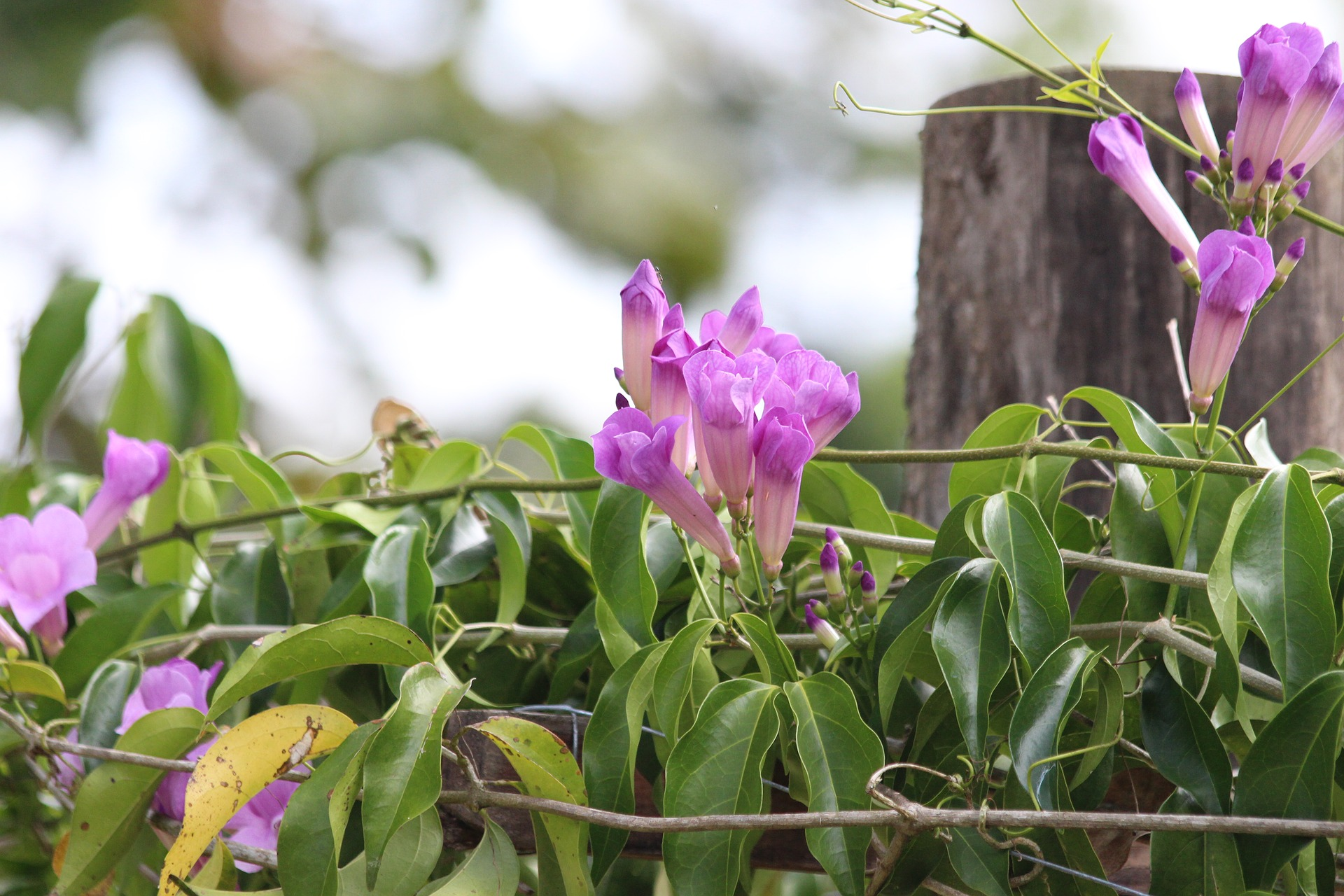
Blütenstand

Mansoa alliacea ist eine Pflanzenart in der Familie der Trompetenbaumgewächse aus dem nördlicheren Südamerika. Sie ist bekannt als Ajo Sacha oder Bejuco de ajo, Mata de ajo. Ähnlich ist Mansoa hymenaea, die bis nach Zentralamerika und in Mexiko vorkommt. Beide wurden in Puerto Rico und Hispaniola eingeführt.

## Beschreibung
Mansoa alliacea wächst als immergrüne, verholzende Kletterpflanze, die einige Meter lang werden kann. Die Sprossachsen sind fast kahl und schwach schuppig. Die Pflanze riecht stark nach Knoblauch.
Die kurz gestielten Laubblätter sind gegenständig und dreizählig. Der Blattstiel ist bis 3 Zentimeter lang. Die leicht ledrigen, kurz gestielten, eiförmigen bis elliptischen Blättchen sind fast kahl, leicht schuppig, ganzrandig und abgerundet spitz bis zugespitzt mit spitzer, seltener abgerundeter bis gestutzter Basis. Das mittlere Blättchen ist öfters durch eine lange, meist dreiteilige, oft abfallende Ranke ersetzt. Die leicht drüsigen Blättchen sind  10 bis 27 Zentimeter lang. Die Blättchenstiele sind bis 3 Zentimeter lang. Die Pseudonebenblätter sind unauffällig.
Es werden achselständige, wenigblütige und thyrsige Blütenstände gebildet. Die großen, leicht duftenden, zwittrigen und gestielten, trichterförmigen Blüten mit doppelter Blütenhülle sind violett- bis purpur-weiß. Der kleine, etwa 1 Zentimeter lange, becherförmige und leicht drüsige Kelch ist schwach gezähnt, fast gestutzt. Die Krone ist bis 9 Zentimeter lang und die kahle Kronröhre bis 7 Zentimeter. Die Kronlappen sind bis 2 Zentimeter lang. Die 4 eingeschlossenen Staubblätter sind didynamisch. Der zweikammerige und schuppige, längliche Fruchtknoten ist oberständig, der Griffel mit zweilappiger Narbe ist eingeschlossen. Es ist ein Diskus vorhanden.
Es werden bis 40 Zentimeter lange, bis 3,5 Zentimeter breite und rippige, kantige, spitze, fast kahle, vielsamige Kapselfrüchte mit beständigem Kelch gebildet. Die Samen sind beidseits geflügelt und mit den Flügeln bis 5–6 Zentimeter lang, die Flügel können auch reduziert sein.

## Vorkommen
Mansoa alliacea kommt ursprünglich von Kolumbien bis Brasilien und Bolivien und auf Inseln in der Karibik vor.

## Taxonomie
Mansoa alliacea wurde 1785 von Jean-Baptiste de Lamarck als Bignonia alliacea in Encyclopédie Méthodique. Botanique ... Band 1 Teil 2 Seite 421 erstbeschrieben. Die Art wurde 1980 von Alwyn Howard Gentry in Annals of the Missouri Botanical Garden Band 66 Seite 782 als Mansoa alliacea (Lam.) A.H.Gentry in die Gattung Mansoa gestellt.

## Verwendung
Die Blätter mit Knoblaucharoma können als Gewürz verwendet werden.
Die Blätter und Pflanzenteile werden medizinisch und zu spirituellen Zeremonien genutzt.